# Ehre sei Gott in der Höhe
Pour les articles homonymes, voir Ehre.
Ehre sei Gott in der Höhe (Gloire à Dieu au plus haut des cieux) (BWV 197a) est une cantate religieuse de Johann Sebastian Bach composée à Leipzig en 1728 pour le jour de Noël. Pour cette destination liturgique, cinq autres cantates ont franchi le seuil de la postérité : les BWV 63, 91, 110, 248/1 et la 191. L’œuvre a été retravaillée pour écrire la cantate Gott ist unsre Zuversicht BWV 197 et jouée pour un mariage en 1736-1737 à Leipzig.
Le texte est tiré de Luc. 2: 14 (premier mouvement), Christian Friedrich Henrici (Picander) (mouvements 2 à 6) et Caspar Ziegler (7e mouvement).
L'air du choral est repris du psaume « O Gott, du frommer Gott » composé par Assuérus Fritsch en 1679.

## Structure et instrumentation
La pièce est orchestrée pour deux flûtes, hautbois d'amour, deux violons, alto, violoncelle, basson et basse continue. La musique des 1er, 2e et 3e mouvements est perdue ainsi que celle du début du 4e. Il y avait deux voix solistes, alto et basse et un chœur à quatre voix.
Il y a sept mouvements :
1. chœur : Ehre sei Gott in der Höhe
2. aria : Erzählet, ihr Himmel, die Ehre Gottes
3. récitatif : O Liebe, der kein Lieben gleich
4. aria : O du angenehmer Schatz/Schatz, o du angenehmer
5. récitatif : Das Kind ist mein und ich bin sein, pour basse
6. aria : Ich lasse dich nicht, pour basse
7. choral : Wohlan! so will ich mich an dich, O Jesu, halten